# Ermida de Nossa Senhora do Monte (Povoação)
A Ermida de Nossa Senhora do Monte localiza-se no Monte Simplício, ao norte da Lomba de João Loução, no concelho de Vila da Povoação, na ilha de São Miguel, nos Açores.

## História
Foi erguida por iniciativa de Gustavo Adolfo de Medeiros e sua esposa, Melânea Gago da Câmara Medeiros, com projeto de António Alcântara de Mendonça Dias. Iniciada em 1924, foi consagrada a 31 de julho de 1930 pelo então Ouvidor eclesiástico da Povoação, padre Ernesto Raposo, com autorização especial do bispo da Diocese de Angra.
No mesmo dia, nela se realizou a cerimónia de casamento do próprio António Alcântara de Mendonça Dias com uma das filhas dos benfeitores, Maria da Natividade Gago da Câmara de Medeiros.
A carta de sentença, pela qual esta ermida foi julgada capaz de ser benta e servir ao culto, foi assinada em Angra do Heroísmo pelo então governador do bispado, reverendo cónego José Bernardo de Almada, em 11 de setembro de 1930.
O auto da bênção da Ermida de Nossa Senhora do Monte encontra-se registado no Livro do Tombo da Igreja Matriz de Nossa Senhora da Mãe de Deus, tem a data acima referida e alude àquele casamento. É subscrito pelo Padre Laurénio Moniz Pacheco e assinado pelo padre Ernesto J. Raposo, ouvidor, padre Br. Caetano Travassos Lima e padre António de Oliveira Botelho.
Nesta ermida se casaria mais tarde, em 1935, uma outra filha dos proprietários, Melânia Gago da Câmara Medeiros, com Hermano Alcântara Mendonça Dias e, em 1938, se baptizaria o filho mais velho do visconde do Botelho.